# Trigonospila transvittata
Trigonospila transvittata là một loài ruồi trong họ Tachinidae.